# Жорсткий конструктивізм
Жорсткий (суворий) конструктивізм (англ. strict constructionism) у  Сполучених Штатах Америки означає певний філософсько-правовий підхід до судового тлумачення, що лімітує чи обмежує судову інтерпретацію. До певної міри близький до поняття "буквальне тлумачення".

## Вузьке розуміння терміна
Цей підхід вимагає від судді застосовувати текст лише так, як він написаний. Коли суд має чітке значення тексту, ніяке подальше з'ясування його змісту не потрібне. З цієї точки зору суддям слід уникати особистих висновків щодо закону або конституції та зосереджуватись тільки на самому тексті. Суддя Г'юґо Блек (1886–1971) стверджував, що заборона у  Першій Поправці до Конституції США, яка унеможливлює видання  Конгресом будь-якого закону (що обмежує деякі громадянські права), має бути витлумачена обмежувально: жоден закон, міркував Блек, не допускає ніяких винятків. (За іронією долі Блек має репутацію судового активіста.) Однак «жорсткий конструктивізм» не є синонімом текстуалізму або оригіналізму та багато прихильників двох останніх філософій невірно самовизначаються, як «жорсткі конструктивісти».
Термін часто контрастує з поняттям «судового активізму», що використовується для опису позиції суддів, які відверто намагаються займатися нормотворчістю при винесенні судових рішень, хоча ці два поняття не є насправді протилежними.

## Загальне використання
«Жорсткий конструктивізм» також використовується в американській політичній мові як загальний термін для позначення консервативних правових підходів на кшталт оригіналізму та текстуалізму, які підкреслюють судову стриманість та прихильність до первинного значення (або значення, що первинно малося на увазі) конституції та законів. Термін нерідко більш вільно вживається для опису будь-якого консервативного судді або юридичного аналітика. Подібне використання доволі поширене, але воно є певною натяжкою, якщо брати до уваги правовий зміст цього терміна. Наприклад, у ході виборчої кампанії у 2000 році, виступаючи стосовно нових призначень суддів до Верховного Суду США, Джордж Вокер Буш пообіцяв призначити «жорстких конструктивістів в особі суддів  Ренквіста,  Скаліа та  Томаса», хоча Томас вважає себе оригіналістом, а Скаліа безпосередньо відкидає жорсткий конструктивізм, називаючи його «деградуючою формою текстуалізму», його modus operandi.

## Історія
Використання терміна «жорсткий конструктивізм (обмежувальне тлумачення)» в американській політиці не є новаційним. Термін регулярно використовувався членами Демократично-республіканської партії та  Демократичної партії США у довоєнний період, коли вони стверджували, що повноваження федерального уряду, перераховані у Першій статті, повинні тлумачитись обмежувально. Вони обрали цей підхід у надії, що він буде гарантувати збереження за штатами відповідного обсягу управлінських повноважень, який не буде узурпований федеральним урядом за допомогою нових інтерпретацій своїх повноважень.
Можливо, найвідомішим прикладом цього підходу є думка  Джефферсона, у якій висловлений протест проти конституційності національного банку. Невизначеність Першої статті Конституції США неминуче викличе як широке, так і вузьке її тлумачення, тому жорсткі конструктивісти звернулися до дещо обмежувального опису повноважень Конгресу, що були запропоновані прихильниками Конституції у ході ратифікації. Таким чином, політичні діячі, які ідентифікували себе як жорстких конструктивістів додержувалися підходу до інтерпретації конституції, що нагадував те, що ми сьогодні називаємо оригіналізмом.
Існує широко розповсюджена, але, можливо, недостовірна історія про промову під назвою «Not Yours To Give» Деві Крокетта, в якій він закликав Конгрес США відмовитись від виділення коштів вдовам військово-морських службовців на тій підставі, що Конгрес не має жодних конституційних повноважень давати милостиню. Він сказав, що на цю точку його надихнув Гораціо Бунс, виборець з його округу і жорсткий конструктивіст по натурі.
Термін став використовуватися консервативними і поміркованими республіканськими президентами, починаючи з  Річарда Ніксона у 1968 році, коли він балотувався на виборах. Його обіцянкою було призначення суддів, що б вірно інтерпретували закон, і відновлення «закону і порядку» у судовій системі. Він призначив чотирьох суддів, що, здавалося б, додержуються такої позиції. Однак один з них розробив ліберальну філософію, а інший почав додержуватись помірної позиції. Двоє останніх працювали як ті, кого більшість називає жорсткими конструктивістами. Джеральд Форд при заміщенні посади президента США дистанціювався від питання призначення суддів. Сороковий президент США Рональд Рейган, як і Річард Ніксон, пообіцяв «жорсткий конструктивізм». Усі три призначені ним судді  Верховного суду США приблизно підпадали під цю категорію. Проте один більше схилявся до оригіналізму, а два інших були досить консервативними. Кожен значний республіканський кандидат, як і Рейган, обіцяв призначити до Верховного суду США тільки жорстких конструктивістів, а для інших федеральних судів — більшість таких.

## Критика
Термін було піддано критиці як беззмістовний і такий, що вводить в оману. Деякі судді самоідентифікувалися як жорсткі конструктивісти у вузькому значенні терміна. Суддя Антонін Скаліа, з яким часто асоціюється термін, якось написав: «Я не жорсткий конструктивіст і ніхто не має їм бути», називаючи цю філософію «деградованою формою текстуалізму, що приносить філософії тлумачення у цілому погану славу». Скаліа узагальнив свій тлумачний підхід наступним чином: «Текст не повинен тлумачитись жорстко чи м'яко, текст повинен бути витлумачений розумно, як такий, що містить все, що в ньому дійсно закладено». Дослідник конституційного права Джон Гарт Ілай вважає, що «жорсткий конструктивізм» насправді не філософія права або теорія інтерпретації, а «етикетка» для судових рішень, вигідних для конкретної політичної партії.

### Доктрина абсурду
У праві жорстке буквальне тлумачення законодавства може призвести до безглуздостей, що заперечують логіку, відтак здоровий глузд вимагає, щоб замість буквального тлумачення або тлумачення в світлі початкового наміру законодавця у таких випадках використовувалася доктрина абсурду. Доктрина абсурду — доктрина теорії права, також відома як «Scrivener's Error exception», у рамках якої американські суди інтерпретували закони у їх нетрадиційному значенні для того, щоб уникнути абсурдних юридичних висновків. Це контрастує з.
Згідно зі здоровим глуздом приймалося рішення, згадане  Самуелем фон Пуфендорфом, щодо закону  Болоньї, який встановлює: «той, хто пустив кров на вулиці, повинен бути покараний з усією суворістю». Цей закон не поширюється на хірурга, який буде надавати допомогу людині, яка впала на вулиці у нападі. Також згідно зі здоровим глуздом було винесене рішення, про яке писав Плауден, щодо закону Едварда II, який проголошував, що ув’язнений, який тікає з в’язниці, винен у скоєнні тяжкого злочину. Він не поширюється на ув’язненого, який тікає з ув’язнення під час пожежі – «він не був повішений, тому не повинен залишатися, щоб згоріти».